# مزرعه صاحب‌الزمان
مزرعه صاحب‌الزمان یک منطقهٔ مسکونی در ایران است که در بخش کوهساران واقع شده‌است. مزرعه صاحب‌الزمان ۲۸ نفر جمعیت دارد.